# Copa de Rumania
La Copa de Rumanía (en rumano: Cupa României) es la copa nacional de fútbol de Rumanía. Se celebra de manera anual desde la temporada 1933-34 y solo se detuvo por la Segunda Guerra Mundial. Creada y organizada por la Federación Rumana de Fútbol, el ganador de la Copa de Rumania consigue una plaza en la UEFA Europa League. La copa está patrocinada por la marca de cerveza Timişoreana, por lo que, por motivos de patrocinio, se conoce al torneo como Cupa României Timişoreana.
La competición se compone de 32 clubes, los pertenecientes a la Liga I, la Liga II y Liga III. El formato consiste en eliminatorias directas, todos a un solo partido. Los equipos de la primera categoría ingresan directamente a la serie de los dieciseisavos de final. La mayoría de finales se han disputado en el Stadionul Naţional Lia Manoliu y durante la construcción del nuevo estadio de la capital, la final se ha disputado en otras ciudades como Timişoara, Braşov, Piatra Neamţ, Târgu Jiu, Iași y Arad.
Desde su creación, la Copa de Rumania ha sido dominada por los equipos de Bucarest. El equipo que más títulos de copa posee es el Steaua Bucarest, con veintidós trofeos; seguido por Rapid Bucarest y Dinamo Bucarest, ambos con trece títulos. El CFR Cluj es el actual campeón.
El equipo campeón accede a la tercera ronda de clasificación de la Liga Europa de la UEFA.

## Formato de competición
La competición ha sufrido algunos cambios en las últimas ediciones. El formato actual es el que se lleva empleando desde la temporada 2009-10. La diferencia principal entre este formato y los anteriores son las fechas de las rondas y la eliminatoria a doble partido en las semifinales, que es la única ocasión en la que la Copa adquiere el formato de partido de ida y vuelta.

### Fase de condados
En esta fase la competición está organizada por las asociaciones regionales rumanas de fútbol. Participan 42 clubes (uno por condado) que avanzan a la siguiente fase.

### Fase nacional
La Federación Rumana de Fútbol se encarga de la organización de la Copa en esta fase. En las cinco primeras rondas, los equipos se emparejan siguiendo criterios geográficos para evitar largos viajes. Los equipos de categorías más bajas o con coeficiente más bajo en la temporada anterior son los que juegan como locales en eliminatoria a partido único.
- Primera ronda - 140 equipos (42 equipos clasificados de la fase regional y 98 equipos de la Liga III)
- Segunda ronda - 80 equipos (los 70 ganadores de la primera ronda y los 10 equipos restantes de la Liga III)
- Tercera ronda - 40 equipos (ganadores de la segunda ronda)
- Cuarta ronda - 56 equipos (los 20 ganadores de la tercera ronda y los 36 equipos de la Liga II)
- Quinta ronda - 28 equipos (ganadores de la cuarta ronda)
- Treintaidosavos de final - (los 14 ganadores de la quinta ronda y los 18 equipos de la Liga I)

A partir de treintaidosavos de final todos los clubes entran en sorteo
- Bombo A: Del primer al sexto clasificado de la Liga I anterior (6 equipos)
- Bombo B: El resto de clubes de la Liga I (12 equipos)
- Bombo C: Equipos de ligas inferiores (14 equipos)

Los equipos del bombo A se emparejan con los del bombo C, y los ocho restantes del C se enfrentan con los del bombo B, mientras que los de las categorías inferiores juegan como locales. Los cuatro equipos restantes del bombo B juegan entre ellos y el equipo que jugará como local se somete a sorteo.
- Octavos de final (los vencedores de treintaidosavos de final)
- Cuartos de final
- Semifinal (a doble partido)
- Final

Cada año, dependiendo del calendario nacional e internacional, los ejecutivos de la FRF pueden elegir un sistema de doble partido para los octavos, cuartos de final y semifinal. Los partidos en esa fase, cuando se disputan a partido único, se juegan en un estadio neutral. La final se disputa en un estadio ya elegido al principio de la competición, normalmente en Bucarest.

## Palmarés
| Temporada | Campeón                                  | Resultado                                | Finalista                                | Sede de la final                         |
| --------- | ---------------------------------------- | ---------------------------------------- | ---------------------------------------- | ---------------------------------------- |
| 1933-34   | Ripensia Timisoara                       | 3 - 2, 5 - 0                             | Universitatea Cluj                       | Stadionul ONEF, Bucarest                 |
| 1934-35   | CFR Bucuresti                            | 6 - 5                                    | Ripensia Timisoara                       | Stadionul ONEF, Bucarest                 |
| 1935-36   | Ripensia Timisoara                       | 5 - 1                                    | Unirea Tricolor Bucuresti                | Stadionul Venus, Bucarest                |
| 1936-37   | Rapid Bucuresti                          | 5 - 1                                    | Ripensia Timisoara                       | Stadionul Venus, Bucarest                |
| 1937-38   | Rapid Bucuresti                          | 3 - 2                                    | CAM Timisoara                            | Stadionul Giulesti, Bucarest             |
| 1938-39   | Rapid Bucuresti                          | 2 - 0                                    | Sportul Studentesc                       | Stadionul Venus, Bucarest                |
| 1939-40   | Rapid Bucuresti                          | 2-2, 4-4, 2-2, 2-1                       | Venus București                          | Stadionul ANEF, Bucarest                 |
| 1940-41   | Rapid Bucuresti                          | 4 - 3                                    | Unirea Tricolor Bucuresti                | Stadionul ANEF, Bucarest                 |
| 1941-42   | Rapid Bucuresti                          | 7 - 1                                    | Universitatea Sibiu                      | Stadionul Venus, Bucarest                |
| 1942-43   | CFR Turnu-Severin                        | 4 - 0                                    | Sportul Studentesc                       | Stadionul ANEF, Bucarest                 |
| ---       | Copa no disputada Segunda Guerra Mundial | Copa no disputada Segunda Guerra Mundial | Copa no disputada Segunda Guerra Mundial | Copa no disputada Segunda Guerra Mundial |
| 1947-48   | ITA Arad                                 | 3 - 2                                    | CFR Timisoara                            | Stadionul Venus, Bucarest                |
| 1948-49   | CSCA Bucuresti                           | 2 - 1                                    | Universitatea Cluj                       | Stadionul ICAS, Bucarest                 |
| 1950      | CCA Bucuresti                            | 3 - 1                                    | Flamura Rosie Arad                       | Estadio de la República, Bucarest        |
| 1951      | CCA Bucuresti                            | 3 - 1                                    | Flacara Medias                           | Estadio de la República, Bucarest        |
| 1952      | CCA Bucuresti                            | 2 - 0                                    | Flacara Ploiesti                         | Estadio de la República, Bucarest        |
| 1953      | Flamura Rosie Arad                       | 1 - 0                                    | CCA Bucuresti                            | Estadio 23 de agosto, Bucarest           |
| 1954      | Metalul Resita                           | 2 - 0                                    | Dinamo Bucuresti                         | Estadio de la República, Bucarest        |
| 1955      | CCA Bucuresti                            | 6 - 3                                    | CA Oradea                                | Estadio de la República, Bucarest        |
| 1956      | CA Oradea                                | 2 - 0                                    | Energia Câmpia-Turzii                    | Estadio de la República, Bucarest        |
| 1957-58   | Stiinta Timisoara                        | 1 - 0                                    | Progresul Bucuresti                      | Estadio 23 de agosto, Bucarest           |
| 1958-59   | Dinamo Bucuresti                         | 4 - 0                                    | CSM Baia Mare                            | Estadio 23 de agosto, Bucarest           |
| 1959-60   | Progresul Bucuresti                      | 2 - 0                                    | Dinamo Obor Bucuresti                    | Estadio de la República, Bucarest        |
| 1960-61   | Ariesul Turda                            | 2 - 1                                    | Rapid Bucuresti                          | Estadio de la República, Bucarest        |
| 1961-62   | Steaua Bucuresti                         | 5 - 1                                    | Rapid Bucuresti                          | Estadio 23 de agosto, Bucarest           |
| 1962-63   | Petrolul Ploiesti                        | 6 - 1                                    | Siderurgistul Galati                     | Estadio 23 de agosto, Bucarest           |
| 1963-64   | Dinamo Bucuresti                         | 5 - 3                                    | Steaua Bucuresti                         | Estadio 23 de agosto, Bucarest           |
| 1964-65   | Universitatea Cluj                       | 2 - 1                                    | Dinamo Pitesti                           | Estadio de la República, Bucarest        |
| 1965-66   | Steaua Bucuresti                         | 4 - 0                                    | UT Arad                                  | Estadio 23 de agosto, Bucarest           |
| 1966-67   | Steaua Bucuresti                         | 6 - 0                                    | Foresta Falticeni                        | Estadio 23 de agosto, Bucarest           |
| 1967-68   | Dinamo Bucuresti                         | 3 - 1                                    | Rapid Bucuresti                          | Estadio 23 de agosto, Bucarest           |
| 1968-69   | Steaua Bucuresti                         | 2 - 1                                    | Dinamo Bucuresti                         | Estadio 23 de agosto, Bucarest           |
| 1969-70   | Steaua Bucuresti                         | 2 - 1                                    | Dinamo Bucuresti                         | Estadio 23 de agosto, Bucarest           |
| 1970-71   | Steaua Bucuresti                         | 3 - 2                                    | Dinamo Bucuresti                         | Estadio 23 de agosto, Bucarest           |
| 1971-72   | Rapid Bucuresti                          | 2 - 0                                    | Jiul Petrosani                           | Estadio 23 de agosto, Bucarest           |
| 1972-73   | Chimia Râmnicu Vâlcea                    | 1 - 1, 3 - 0                             | Constructorul Galati                     | Estadio 23 de agosto, Bucarest           |
| 1973-74   | Jiul Petrosani                           | 4 - 2                                    | Politehnica Timisoara                    | Estadio 23 de agosto, Bucarest           |
| 1974-75   | Rapid Bucuresti                          | 2 - 1                                    | Universitatea Craiova                    | Estadio 23 de agosto, Bucarest           |
| 1975-76   | Steaua Bucuresti                         | 1 - 0                                    | CSU Galati                               | Estadio 23 de agosto, Bucarest           |
| 1976-77   | Universitatea Craiova                    | 2 - 1                                    | Steaua Bucuresti                         | Estadio de la República, Bucarest        |
| 1977-78   | Universitatea Craiova                    | 3 - 1                                    | Olimpia Satu Mare                        | Estadio de la República, Bucarest        |
| 1978-79   | Steaua Bucuresti                         | 3 - 0                                    | Sportul Studentesc                       | Estadio 23 de agosto, Bucarest           |
| 1979-80   | Politehnica Timisoara                    | 2 - 1                                    | Steaua Bucuresti                         | Estadio 23 de agosto, Bucarest           |
| 1980-81   | Universitatea Craiova                    | 6 - 0                                    | Politehnica Timisoara                    | Estadio 23 de agosto, Bucarest           |
| 1981-82   | Dinamo Bucuresti                         | 3 - 2                                    | FC Baia Mare                             | Estadio 23 de agosto, Bucarest           |
| 1982-83   | Universitatea Craiova                    | 2 - 1                                    | Politehnica Timisoara                    | Estadio 23 de agosto, Bucarest           |
| 1983-84   | Dinamo Bucuresti                         | 2 - 1                                    | Steaua Bucuresti                         | Estadio 23 de agosto, Bucarest           |
| 1984-85   | Steaua Bucuresti                         | 2 - 1                                    | Universitatea Craiova                    | Estadio 23 de agosto, Bucarest           |
| 1985-86   | Dinamo Bucuresti                         | 1 - 0                                    | Steaua Bucuresti                         | Estadio 23 de agosto, Bucarest           |
| 1986-87   | Steaua Bucuresti                         | 1 - 0                                    | Dinamo Bucuresti                         | Estadio 23 de agosto, Bucarest           |
| 1987-88   | Steaua Bucuresti                         | 2 - 1 Copa no concedida                  | Dinamo Bucuresti                         | Estadio 23 de agosto, Bucarest           |
| 1988-89   | Steaua Bucuresti                         | 1 - 0                                    | Dinamo Bucuresti                         | Stadionul Silviu Ploeşteanu, Brasov      |
| 1989-90   | Dinamo Bucuresti                         | 6 - 4                                    | Steaua Bucuresti                         | Estadio Lia Manoliu, Bucarest            |
| 1990-91   | Universitatea Craiova                    | 2 - 1                                    | FC Bacau                                 | Estadio Lia Manoliu, Bucarest            |
| 1991-92   | Steaua Bucuresti                         | 1 - 1 (3-2 pen.)                         | Politehnica Timisoara                    | Stadionul Regie, Bucarest                |
| 1992-93   | Universitatea Craiova                    | 2 - 0                                    | Dacia Unirea Braila                      | Estadio Lia Manoliu, Bucarest            |
| 1993-94   | Gloria Bistrita                          | 1 - 0                                    | Universitatea Craiova                    | Stadionul Regie, Bucarest                |
| 1994-95   | Petrolul Ploiesti                        | 1 - 1 (5-3 pen.)                         | Rapid Bucuresti                          | Estadio Lia Manoliu, Bucarest            |
| 1995-96   | Steaua Bucuresti                         | 3 - 1                                    | Gloria Bistrita                          | Estadio Lia Manoliu, Bucarest            |
| 1996-97   | Steaua Bucuresti                         | 4 - 2                                    | National Bucuresti                       | Estadio Lia Manoliu, Bucarest            |
| 1997-98   | Rapid Bucuresti                          | 1 - 0                                    | Universitatea Craiova                    | Estadio Lia Manoliu, Bucarest            |
| 1998-99   | Steaua Bucuresti                         | 2 - 2 (4-2 pen.)                         | Rapid Bucuresti                          | Estadio Lia Manoliu, Bucarest            |
| 1999-00   | Dinamo Bucuresti                         | 2 - 0                                    | Universitatea Craiova                    | Estadio Lia Manoliu, Bucarest            |
| 2000-01   | Dinamo Bucuresti                         | 4 - 2                                    | Rocar Bucuresti                          | Estadio Lia Manoliu, Bucarest            |
| 2001-02   | Rapid Bucuresti                          | 2 - 1                                    | Dinamo Bucuresti                         | Estadio Lia Manoliu, Bucarest            |
| 2002-03   | Dinamo Bucuresti                         | 1 - 0                                    | National Bucuresti                       | Estadio Lia Manoliu, Bucarest            |
| 2003-04   | Dinamo Bucuresti                         | 2 - 0                                    | Oțelul Galați                            | Estadio Cotroceni, Bucarest              |
| 2004-05   | Dinamo Bucuresti                         | 1 - 0                                    | Farul Constanta                          | Estadio Cotroceni, Bucarest              |
| 2005-06   | Rapid Bucuresti                          | 1 - 0                                    | National Bucuresti                       | Estadio Lia Manoliu, Bucarest            |
| 2006-07   | Rapid Bucuresti                          | 2 - 0                                    | FC Timişoara                             | Stadionul Dan Paltinisanu, Timisoara     |
| 2007-08   | CFR Cluj                                 | 2 - 1                                    | Unirea Urziceni                          | Stadionul Ceahlăul, Piatra Neamț         |
| 2008-09   | CFR Cluj                                 | 3 - 0                                    | FC Timişoara                             | Stadionul Tudor Vladimirescu, Târgu Jiu  |
| 2009-10   | CFR Cluj                                 | 0 - 0 (5-4 pen.)                         | FC Vaslui                                | Stadionul Emil Alexandrescu, Iasi        |
| 2010-11   | Steaua Bucuresti                         | 2 - 1                                    | Dinamo Bucuresti                         | Stadionul Silviu Ploeşteanu, Brasov      |
| 2011-12   | Dinamo Bucuresti                         | 1 - 0                                    | Rapid Bucuresti                          | Arena Națională, Bucarest                |
| 2012-13   | Petrolul Ploiești                        | 1 - 0                                    | CFR Cluj                                 | Arena Națională, Bucarest                |
| 2013-14   | Astra Giurgiu                            | 0 - 0 (4-2 pen.)                         | Steaua Bucuresti                         | Arena Națională, Bucarest                |
| 2014-15   | Steaua Bucuresti                         | 3 - 0                                    | Universitatea Cluj                       | Arena Națională, Bucarest                |
| 2015-16   | CFR Cluj                                 | 2 - 2 (5-4 pen.)                         | Dinamo Bucuresti                         | Arena Națională, Bucarest                |
| 2016-17   | FC Voluntari                             | 1 - 1 (5-4 pen.)                         | Astra Giurgiu                            | Estadio Ilie Oană, Ploieşti              |
| 2017-18   | Universitatea Craiova                    | 2 - 0                                    | FC Hermannstadt                          | Arena Națională, Bucarest                |
| 2018-19   | FCV Farul Constanța                      | 2 - 1                                    | Astra Giurgiu                            | Estadio Ilie Oană, Ploieşti              |
| 2019-20   | FCSB                                     | 1 - 0                                    | Sepsi Sfântu Gheorghe                    | Estadio Ilie Oană, Ploieşti              |
| 2020-21   | Universitatea Craiova                    | 3 - 2 (t. s.)                            | Astra Giurgiu                            | Estadio Ilie Oană, Ploieşti              |
| 2021-22   | Sepsi Sfântu Gheorghe                    | 2 - 1                                    | FC Voluntari                             | Estadio Rapid-Giulești, Bucarest         |
| 2022-23   | Sepsi Sfântu Gheorghe                    | 0 - 0 (5-4 pen.)                         | Universitatea Cluj                       | Stadionul Municipal, Sibiu               |
| 2023-24   | CS Corvinul Hunedoara                    | 2 - 2 (3-2 pen.)                         | Oțelul Galați                            | Stadionul Municipal, Sibiu               |
| 2024-25   | CFR Cluj                                 | 3 - 2                                    | FC Hermannstadt                          | Estadio Francisc von Neumann, Arad       |

## Títulos por club
| Club                             | Campeón | 2º | Años campeón |
| -------------------------------- | ------- | -- | --- |
| FC Steaua Bucureşti              | 24      | 8  | 1949, 1950, 1951, 1952, 1955, 1962, 1966, 1967, 1969, 1970, 1971, 1976, 1979, 1985, 1987, 1988, 1989, 1992, 1996, 1997, 1999, 2011, 2015, 2020 |
| FC Dinamo Bucarest               | 13      | 10 | 1959, 1964, 1968, 1982, 1984, 1986, 1990, 2000, 2001, 2003, 2004, 2005, 2012                                                                   |
| FC Rapid Bucarest                | 13      | 5  | 1935, 1937, 1938, 1939, 1940, 1941, 1942, 1972, 1975, 1998, 2002, 2006, 2007                                                                   |
| Universitatea Craiova            | 8       | 5  | 1977, 1978, 1981, 1983, 1991, 1993, 2018, 2021                                                                                                 |
| CFR Cluj                         | 5       | 1  | 2008, 2009, 2010, 2016, 2025 |
| FC Petrolul Ploieşti             | 3       | 1  | 1963, 1995, 2013 |
| FC Politehnica Timişoara †       | 2       | 4  | 1958, 1980 |
| FC Ripensia Timişoara            | 2       | 2  | 1934, 1936 |
| FC UTA Arad                      | 2       | 2  | 1948, 1953 |
| Sepsi Sfântu Gheorghe            | 2       | 1  | 2022, 2023 |
| FC Progresul Bucarest            | 1       | 4  | 1960 |
| FC Universitatea Cluj            | 1       | 4  | 1965 |
| FC Astra Giurgiu                 | 1       | 2  | 2014 |
| CA Oradea                        | 1       | 1  | 1956 |
| CSM Jiul                         | 1       | 1  | 1974 |
| ACF Gloria Bistriţa †            | 1       | 1  | 1994 |
| FC Voluntari                     | 1       | 1  | 2017 |
| CFR Turnu Severin †              | 1       | -  | 1943 |
| CSM Școlar Reșița                | 1       | -  | 1954 |
| ACS Sticla Arieșul Turda         | 1       | -  | 1961 |
| CS Chimia Râmnicu Vâlcea         | 1       | -  | 1973 |
| FCV Farul Constanța              | 1       | -  | 2019 |
| CS Corvinul Hunedoara            | 1       | -  | 2024 |
| FC Sportul Studenţesc Bucarest † | -       | 3  | ----- |
| CS Minaur Baia Mare              | -       | 2  | ----- |
| Unirea Tricolor Bucarest †       | -       | 2  | ----- |
| FC Timişoara †                   | -       | 2  | ----- |
| SC Oțelul Galați                 | -       | 2  | ----- |
| FC Hermannstadt                  | -       | 2  | ----- |
| CAM Timișoara †                  | -       | 1  | - |
| AFC Venus București †            | -       | 1  | - |
| CFR 1933 Timișoara               | -       | 1  | - |
| Flacăra Mediaș                   | -       | 1  | - |
| CSM Câmpia Turzii                | -       | 1  | - |
| FC Victoria București †          | -       | 1  | - |
| Siderurgistul Galați †           | -       | 1  | - |
| FC Argeș Pitești                 | -       | 1  | - |
| Foresta Fălticeni †              | -       | 1  | - |
| Constructorul Galați †           | -       | 1  | - |
| CSU Galați                       | -       | 1  | - |
| CSM Olimpia Satu Mare            | -       | 1  | - |
| FC Bacău †                       | -       | 1  | - |
| ACS Dacia Unirea Brăila          | -       | 1  | - |
| AFC Rocar București †            | -       | 1  | - |
| SSC Farul Constanța              | -       | 1  | - |
| FC Unirea Urziceni †             | -       | 1  | - |
| FC Vaslui                        | -       | 1  | - |

- † Equipo desaparecido.